# Heathen (gruppo musicale)
Gli Heathen sono un gruppo musicale statunitense di genere thrash metal, proveniente dalla San Francisco Bay Area.

## Storia
Fondato nel 1984 dal chitarrista Lee Altus e il batterista Carl Sacco. Hanno pubblicato quattro album in studio: Breaking the Silence (1987), Victims of Deception (1991), The Evolution of Chaos (2010) e Empire of the Blind (2020)

## Formazione

### Formazione attuale
- Lee Altus - chitarra (1984-1992, 2001-presente)
- David White (Godfrey) - voce (1985-1988, 1989-1992, 2001-presente)
- Kragen Lum - chitarra (2007-presente)
- Jason Mirza - basso (2019-presente)
- Jim DeMaria - batteria (2020-presente)

@ Hellfest 2013
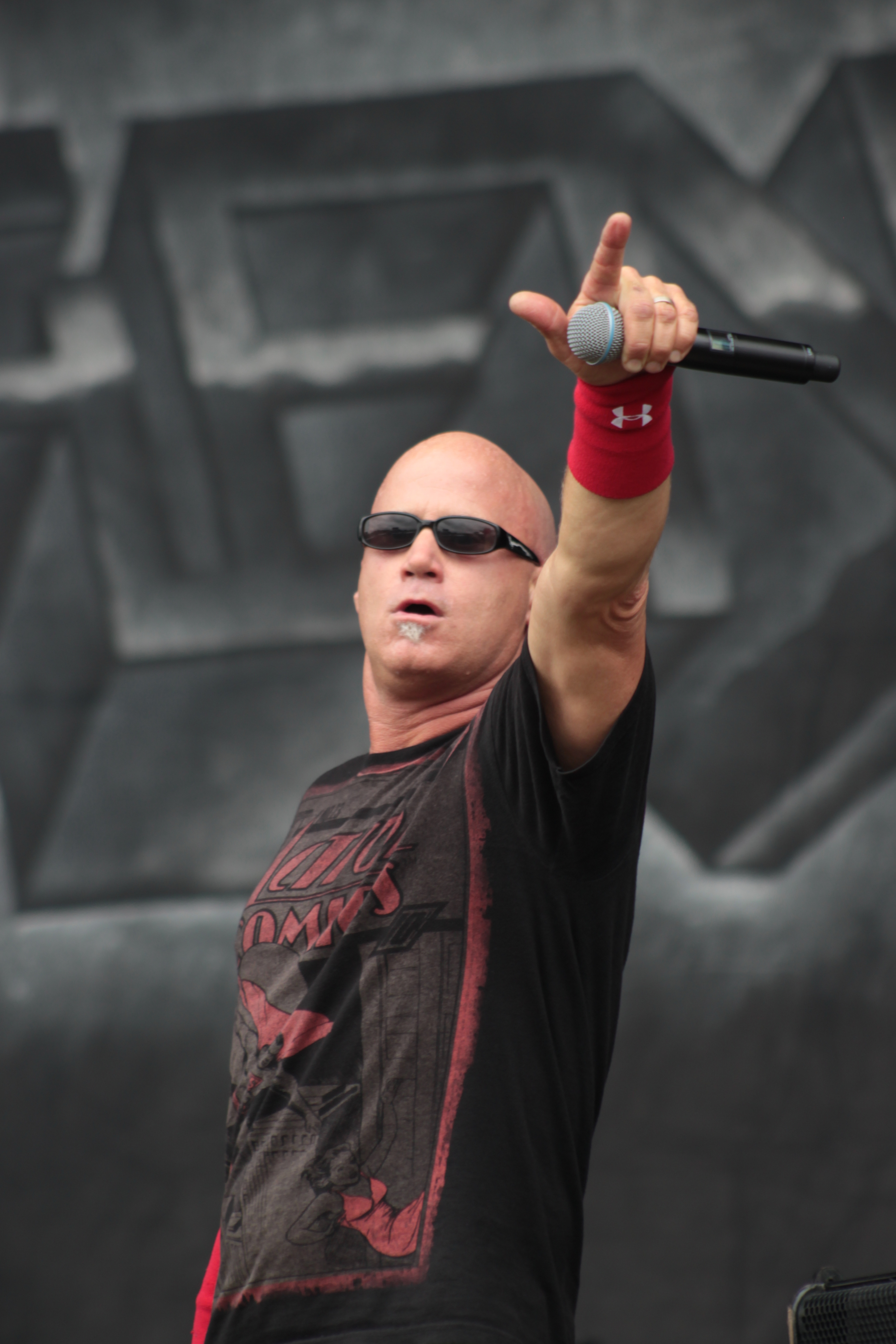
David White
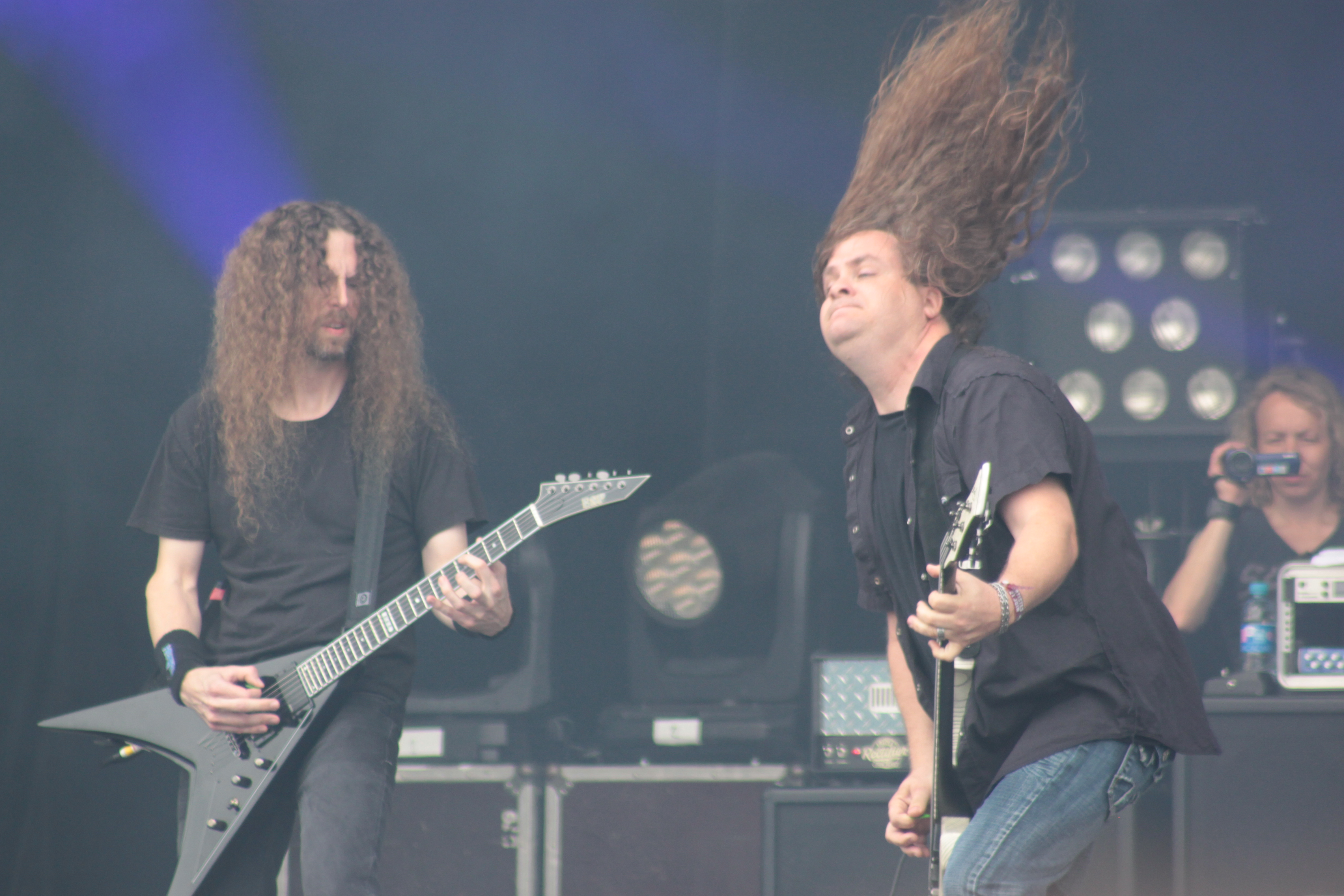
Kragen Lum & Jason Vie Brooks
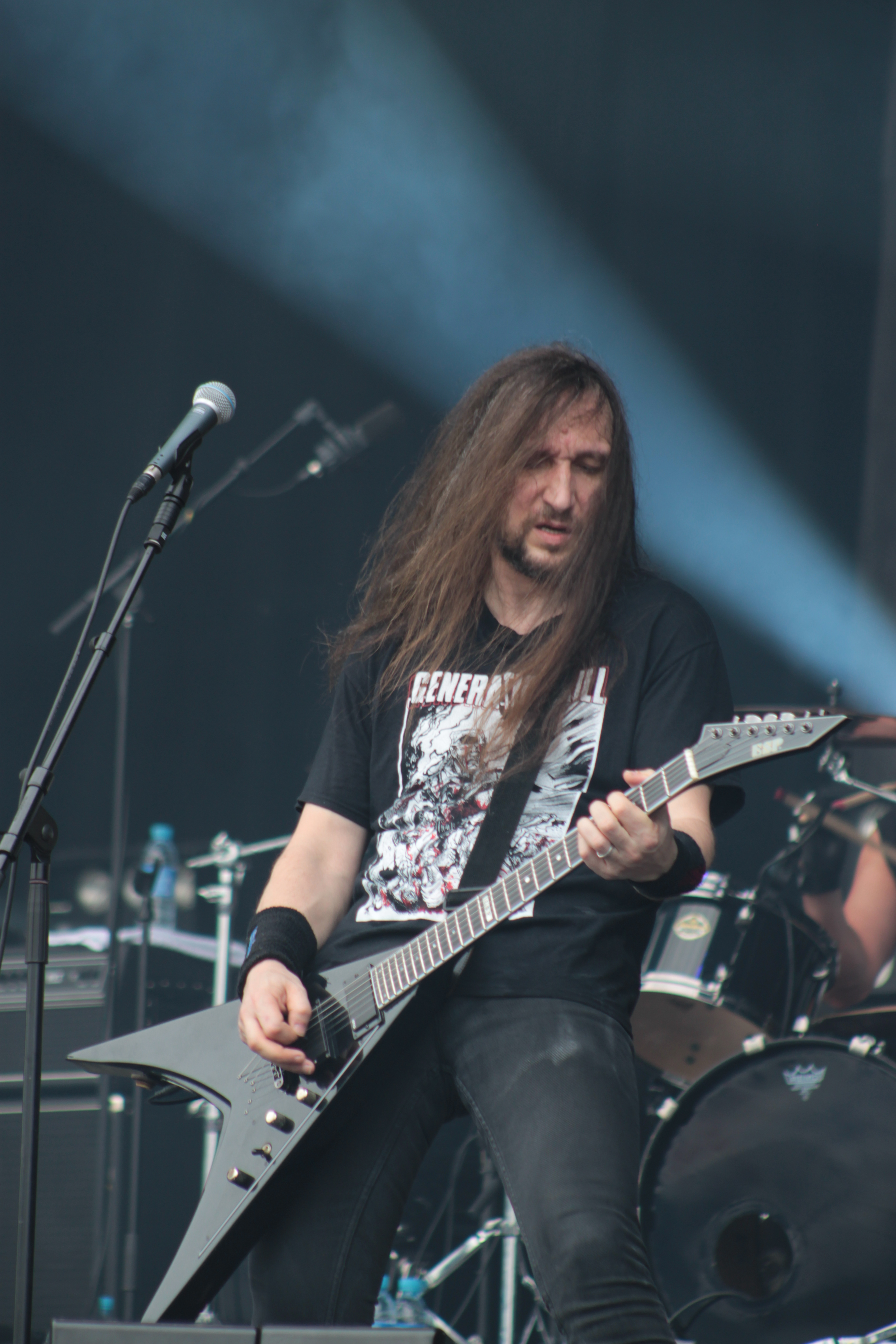
Lee Altus
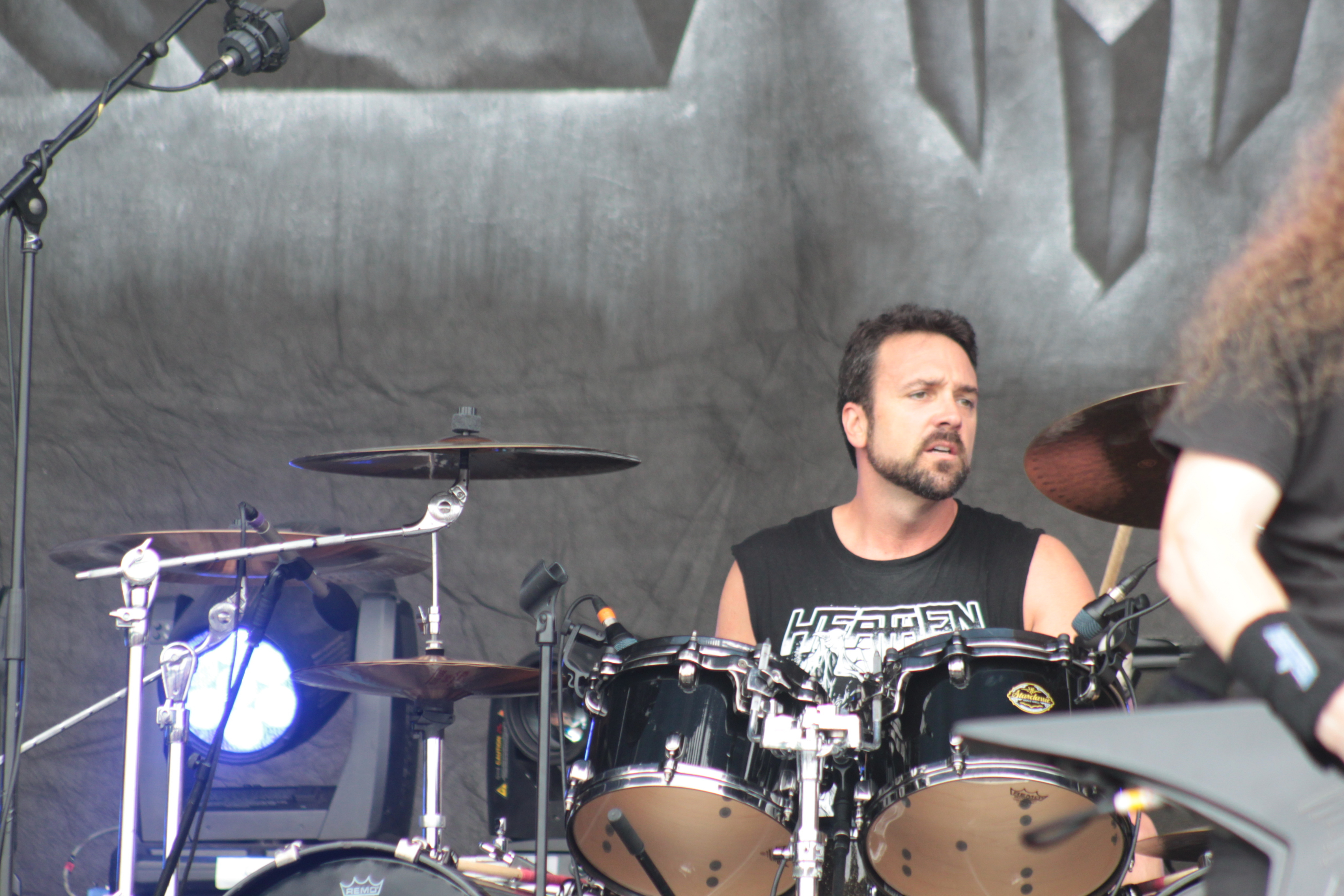
Jon Dette

### Ex componenti

#### Voce
- Sam Kress (1985)
- Paul Baloff (1988)

#### Chitarra
- Jim Sanguinetti (1985)
- Doug Piercy (1985-1991)
- Thaen Rasmussen (1991-1992)
- Ira Black (1991-1992, 2001-2004)
- Terry Lauderdale (2005-2007)

#### Basso
- Eric Wong (1985-1986)
- Mike Jastremski (1986-1988, 2001-2004)
- Manny Bravo (1989)
- Vern McElroy (1989-1990)
- Marc Biedermann (1990-1991)
- Randy Laire (1991)
- Jason Vie Brooks (1992)
- Jon Torres (2004-2011)

#### Batteria
- Carl Sacco (1984-1988)
- Mark Hernandez (2007-2008)
- Darren Minter (1988-1992, 2001-2007, 2008-2013)

### Ex turnisti
- Sven Soderlund - chitarra (2004)
- Jon Dette - batteria (2011, 2013)
- Jason Mirza - basso (2013)
- Tom Hunting - batteria (2013)
- Sasha Horn - batteria (2015)

## Discografia

### Album in studio
- 1987 - Breaking the Silence
- 1991 - Victims of Deception
- 2010 - The Evolution of Chaos
- 2020 - Empire of the Blind

### Raccolte
- 2004 - Recovered

### Demo
- 1986 - Pray for Death
- 1988 - Demo with Paul Baloff
- 1989 - Demo 1989
- 2005 - Demo 2005

### Singoli
- 1987 - Set Me Free
- 1991 - Kill the King